# Abaciscus stellifera
Abaciscus stellifera là một loài bướm đêm thuộc họ Geometridae. Nó được miêu tả bởi Warren năm 1896, với tên ban đầu là Enantiodes stellifera. Nó được tìm thấy ở đông bắc Himalaya.